# Certonotus leeuwinensis
Certonotus leeuwinensis är en stekelart som beskrevs av Turner 1919. Certonotus leeuwinensis ingår i släktet Certonotus och familjen brokparasitsteklar. Inga underarter finns listade i Catalogue of Life.